# Témiscouata-sur-le-Lac
Témiscouata-sur-le-Lac ist eine Stadt in der Verwaltungsregion Bas-Saint-Laurent der kanadischen Provinz Québec. Am 5. Mai 2010 wurden die beiden Städte Cabano und Notre-Dame-du-Lac zu Témiscouata-sur-le-Lac vereinigt.
Témiscouata-sur-le-Lac liegt am Lac Témiscouata an der Route 185. Die Einwohnerzahl beträgt 4910 (Stand: 2016). 2006 hatte Cabano 3199 Einwohner und erstreckte sich auf einer Fläche von 111,97 km².

## Name
Die Herkunft des Namens Cabano ist umstritten. Er könnte auf das Montagnais-Wort cacano zurückgehen, das eine Ablegestelle bezeichnete, denn von dort ging es zur Portage du Témiscouata, die den See mit dem Sankt-Lorenz-Strom verband. Eine andere Erklärung führt den früheren Namen für den Lac Long an, der Cabaneau hieß. Möglicherweise geht der Name aber auf wabano zurück, womit die Indianer ihre Jagdhütten bezeichneten. Diese Hüttenform wurde von französischen Jägern und Siedlern übernommen.

## Geschichte
Mit der Einführung der feudalen Ordnung in Neufrankreich (Coutume de Paris) wurde das Gebiet in Seigneurien aufgeteilt, riesige Grundherrschaften, auf denen Bauern lebten, die Abgaben und Frondienste leisten mussten. 1683 setzte der Stellvertreter des französischen Königs, der Intendant de Meules als Grundherrn Charles-Aubert de la Chenaye in die Herrschaft Madouesca (Témiscouata) ein. 
Erst 1783 entstand ein Weg zum St. Lorenz, der heute Vieux-Chemin, also Alter Weg heißt. Er wurde erst 1843 für Kutschen befahrbar. 1828 entstand die erste Sägemühle, die Alexandre Fraser am Lac Témiscouata errichtete, ebenso wie eine Getreidemühle. Einer der ersten Siedler war Denis Pelletier, John Caldwell erbaute ein erstes Sägewerk.
1839 entstand das nach Lennox Ingall benannte Fort Ingall. Inzwischen bewohnten fünf Familien die Region. Der Auslöser, der unblutige Aroostook-Streit zwischen Großbritannien und den USA, wurde 1842 im Webster-Ashburton-Treaty beendet.
Die Besiedlung in größerem Maßstab begann in Témiscouata erst ab 1850. Ein erstes großes Sägewerk entstand 1865 und 1889 erreichte eine Eisenbahnverbindung, die Témiscouata Railway, zwischen Edmundston und Rivière-du-Loup das Gebiet.
Die katholische Gemeinde Saint-Mathias de Cabano wurde am 28. Mai 1906 mit der Einsetzung von Abbé Ernest Gagnon gegründet, nachdem 1901 die Kirche errichtet worden war. Sie brannte allerdings 1972.
Am 9. September 1907 wurde mit der Stadtgründung von Cabano David Michaud erster Bürgermeister der Municipalité. 1928 bis 1930 lebte Grey Owl in der Stadt, ein Fallensteller und Schriftsteller. 1941 bis 1944 entstand das Rathaus, das Hôtel de ville, das anfangs Émilien Morin bewohnte, der Marcgand de Bois. Er wurde 1947 Bürgermeister, womit es seinen heutigen Namen erhielt. Das Gebäude wurde 1991 restauriert. 
Allerdings brannte am 9. Mai 1950 die halbe Stadt nieder. 1962 erlangte Cabano den Status einer Stadt (Ville). 1976 siedelte sich die Papierfabrik Cascades an, die heute Norampac heißt. 2000 wurde der Park Clair Soleil eingeweiht.

## Persönlichkeiten
- Guy Boucher (* 1971 in Notre-Dame-du-Lac), Eishockeyspieler und -trainer

## Anmerkungen

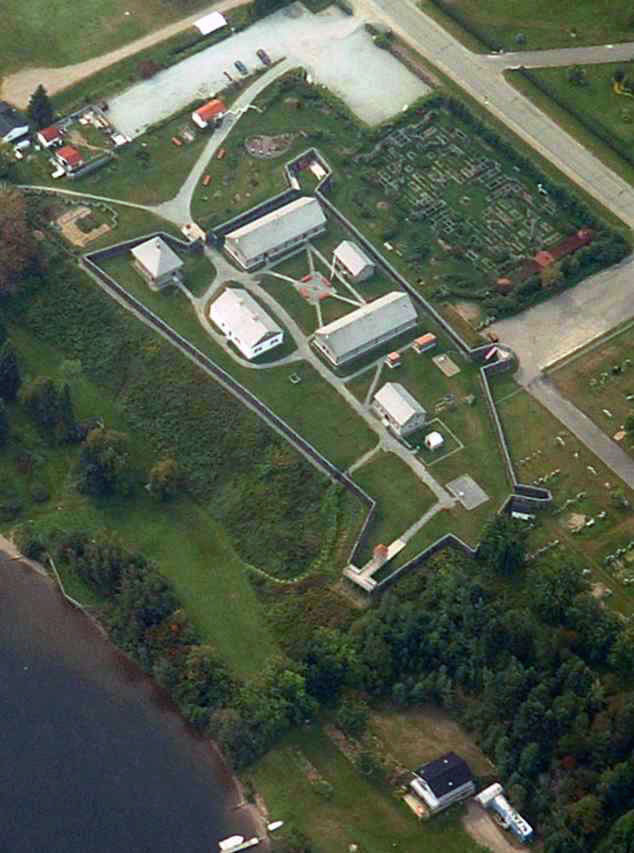
Luftbild von Fort Ingall